# Hieracium christianiense
Hieracium christianiense es una especie de planta con flor del género Hieracium, de la familia Asteraceae, orden Asterales.

## Distribución
Hieracium christianiense se distribuye por Noruega.

## Taxonomía
Fue descrita científicamente por Dahlst. ex Stenstr. Fue publicada en Värmländsk. Archierac.: 11 (1889).